# Альтаир
Альтаи́р (α Aql / Альфа Орла) — самая яркая звезда в созвездии Орла и 12-я по яркости звезда на небе. Видимый блеск — 0,77m. Название происходит от арабского «ан-наср ат-таир» (араб. النسر الطائر‎), означающего «летящий орёл».
Альтаир — одна из вершин летне-осеннего треугольника, который виден в Северном полушарии в летние и осенние месяцы. Вместе с бетой и гаммой Орла он образует хорошо известную линию звезд, которую иногда называют Семейство Орла или Вал Орла.
В 2007 году с помощью интерферометра CHARA было впервые получено изображение поверхности Альтаира.

## Параметры звезды

Звёзды различных спектральных классов

Альтаир находится всего в 16,8 светового года (5,14 парсека — 159 триллионов километров) от Земли. Это одна из ближайших к нам звёзд, видимых невооруженным глазом, и ближайшая после Сириуса звезда спектрального класса A.

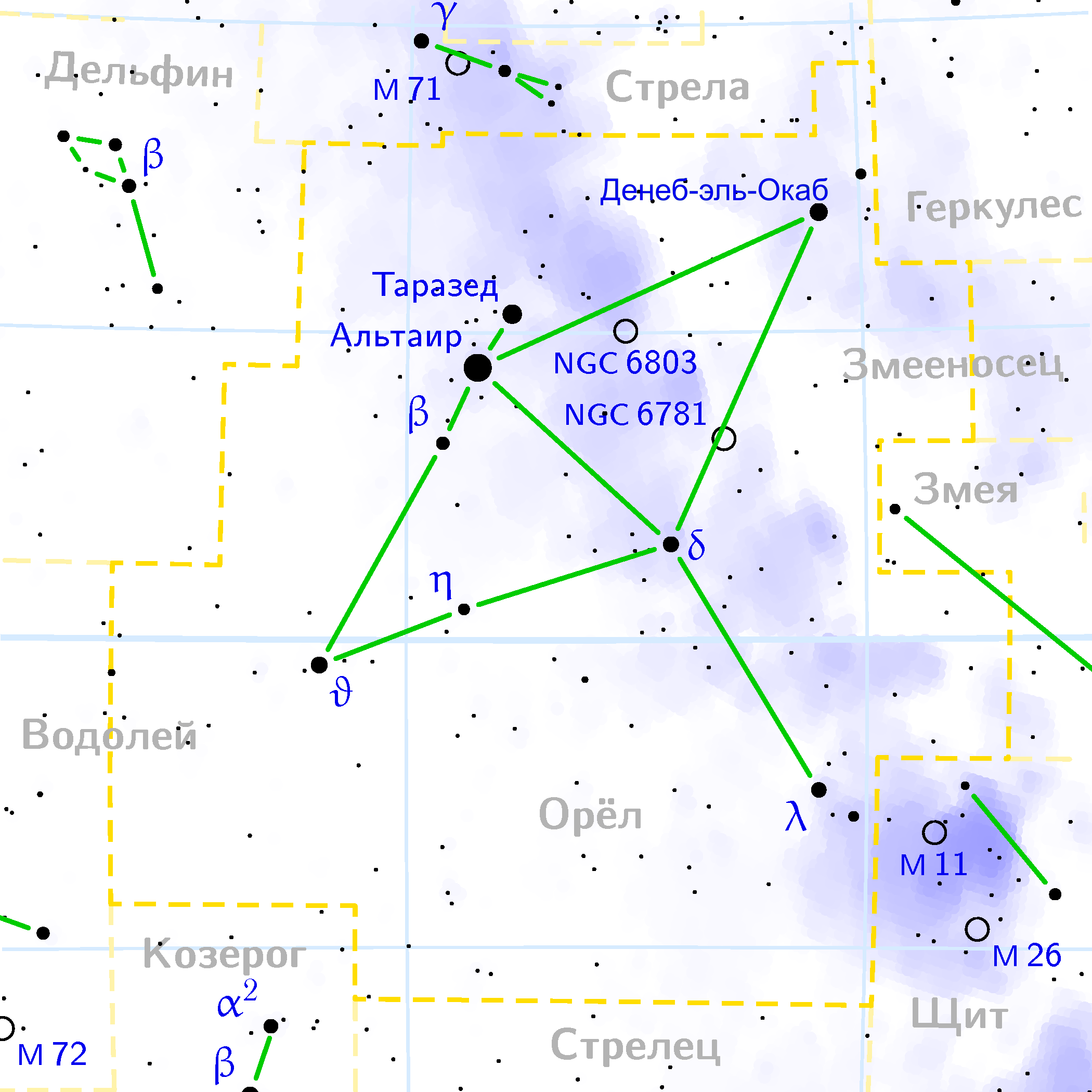
Созвездие Орла

Альтаир — белая, горячая звезда спектрального класса A7 V главной последовательности массой примерно 1,8 массы Солнца. Светимость — 11 светимостей Солнца. Альтаир вращается быстро, совершая полный оборот вокруг своей оси за 8,9 часа, при экваториальной скорости 286 км/с. Для сравнения: Солнце совершает полный оборот за 25,05 дня при экваториальной скорости 2 км/с. В результате вращения Альтаира диаметр его в районе экватора на 22 % больше, чем в районе полюсов.
Спутниковые измерения, проведённые в 1999 году с Wide Field Infrared Explorer, показали, что яркость Альтаира незначительно варьируется в диапазоне менее одной тысячной звёздной величины. В результате в 2005 году было установлено, что Альтаир является переменной типа δ Щита. Его кривая блеска может быть аппроксимирована путём сложения нескольких синусоидальных волн с периодами в диапазоне от 0,8 до 1,5 часа.

## Сжатие и температура поверхности
Угловой размер Альтаира был измерен интерферометрически Робертом Брауном и его коллегами в шестидесятых годах XX века. Они обнаружили, что его диаметр — 3 угловых миллисекунды. Кроме того, они выдвинули гипотезу, что Альтаир сильно сплющен из-за большой скорости вращения, но у них не было достаточно чувствительного оборудования, чтобы это наблюдать.
Затем Альтаир был исследован инфракрасным интерферометром, в 1999 и 2000 годах в Паломарском испытательном центре Герардом ван Белле и его соавторами.
Теория предсказывает, что из-за быстрого вращения Альтаира его сила тяжести на поверхности, эффективная температура и, как следствие, яркость должны уменьшаться от полюсов к экватору. Это явление, известное как гравитационное потемнение, было подтверждено для Альтаира с помощью измерений, проведенных на прототипе оптического интерферометра в 2001 году и были проанализированы Оиши (2004) и Петерсоном и др. (2006). Кроме того, Доминикано де Соуза (2005) исследовал гравитационное потемнение с помощью измерений, выполненных прибором VINCI на VLTI.
Альтаир является одной из немногих звезд, для которых были получены прямые изображения их дисков. Эффект гравитационного потемнения можно было наблюдать непосредственно, как и эффект сплюснутости.

## Ближайшие звёзды
Следующие звёздные системы находятся на расстоянии в пределах 10 световых лет от Альтаира:

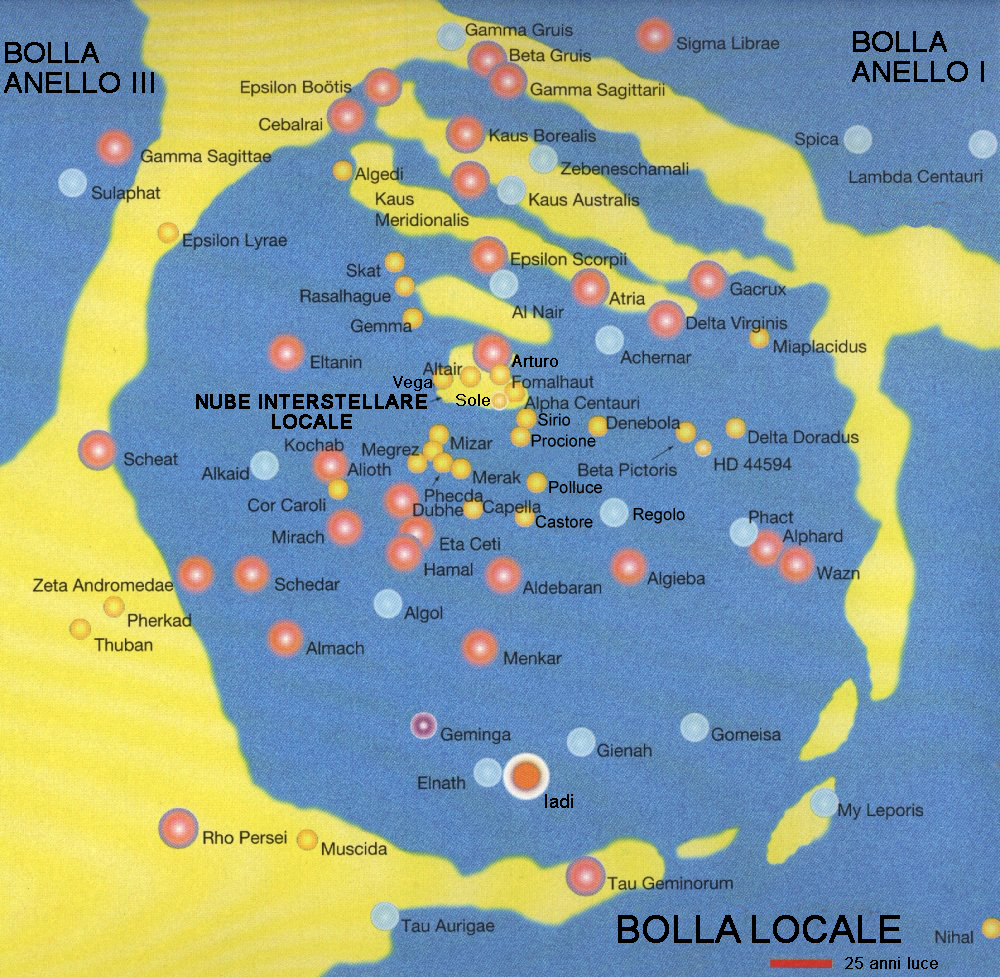
Структура Местного пузыря. Показано положение Альтаира, Солнца и других звёзд. Изображение ориентировано так, что звёзды, ближайшие к центру Галактики, находятся на его вершине

Карта, показывающая расположение Альтаира (Altair) и системы Альфа Центавра (α Centauri) в G-облако (G Cloud) и Солнца (Sun) в Местном межзвёздном облаке (Local Interstellar Cloud)

| Звезда          | Спектральный класс | Расстояние, св. лет |
| Вольф 1055 AB   | M3,5 Ve / M8 Ve    | 3,7                 |
| 70 Змееносца AB | K0 Ve / K5 Ve      | 7,8                 |
| HIP 103039      | M4 V               | 9,1                 |
| 61 Лебедя AB    | K5 Ve / K7 Ve      | 9,8                 |
| V1581 Лебедя AB | M5,5 Ve / M6V      | 9,8                 |
| AC+17 534-10    | M3,5 Ve            | 10,0                |